# Sonorizzazione aspirata
In fonetica con il termine sonorizzazione aspirata (chiamata anche sonorizzazione mormorata, mormorio o sussurro) si intende una fonazione nella quale le corde vocali vibrano, come fanno nella sonorizzazione normale (modale), ma sono tenute ulteriormente distanti, così che tra di esse fuoriesce un volume più grande di aria, che produce un rumore percettibile simile a un sospiro. Una fonazione sonora aspirata [ɦ] (non una vera fricativa, come una lettura letterale del diagramma IPA suggerirebbe) a volte può essere udita come un allofono dell'h aspirata inglese (/h/) intervocalica, ad es. nella parola behind, per alcuni parlanti. Un'occlusiva con emissione sonora aspirata (simboleggiata o come [bʱ], [dʱ], [ɡʱ], [mʱ] ecc. o come [b̤], [d̤], [ɡ̈], [m̤] ecc.) è simile all'aspirazione in quanto ritarda l'attacco della sonorizzazione completa. Le vocali sonore aspirate sono scritte [a̤], [e̤], ecc.
Nel contesto delle lingue indoarie (ad es. il sanscrito e l'hindi) e degli studi comparativi indoeuropei, le consonanti sonore aspirate sono spesso chiamate aspirate sonore, come ad es. nelle occlusive hindi e sanscrite normalmente indicate bh, dh, ḍh, jh e gh e nel fonema ricostruito protoindoeuropeo gʷh. Da una prospettiva articolatoria questa terminologia è scorretta, perché la sonorizzazione aspirata è un tipo di fonazione diverso dall'aspirazione. Tuttavia, le occlusive sonore aspirate e aspirate sono acusticamente simili in quanto in entrambi i casi c'è un periodo udibile di respirazione dopo l'occlusiva, e nella storia di varie lingue (ad es. il greco antico, il cinese mandarino), le occlusive aspirate sonore si sono successivamente sviluppate in occlusive aspirate sorde.

## Metodi di produzione
Ci sono vari modi per produrre suoni sonori aspirati come [ɦ]. Uno è tenere le corde vocali distanti, in modo che siano rilassate come accade per [h], ma aumentare il volume del flusso d'aria così che vibrino liberamente. Un secondo modo è tenere insieme le corde vocali lungo la loro intera lunghezza più vicine che in [h] sorda, ma non così vicine come nei suoni sonori modali (normali) come le vocali. Questo dà come risultato un flusso d'aria intermedio tra [h] e le vocali, come accade con /h/ inglese intervocalica. Un terzo modo è costringere la glottide, ma separare le cartilagini aritenoidee che controllano un'estremità. Questo fa sì che le corde siano tirate insieme per la sonorizzazione nella parte posteriore, ma separate per permettere il passaggio del volume di aria sul davanti. Questo è quanto si verifica con l'hindi.
La distinzione tra le ultime due realizzazioni, le corde vocali alquanto separate lungo la loro lunghezza (sonorizzazione aspirata) e le corde vocali insieme alle aritenoidi che formano un'apertura (sonorizzazione mormorata), è foneticamente rilevante nello "hmong bianco" o hmong daw.

## Sonorizzazione aspirata come proprietà fonologica
Numerose lingue usano la sonorizzazione aspirata in modo fonologicamente contrastivo. Molte lingue indoarie, quali l'hindi, hanno tipicamente un contrasto a quattro vie tra plosive e affricate (sonore, sonore aspirate, tenui, aspirate) e un contrasto a due vie tra nasali (sonore, sonore aspirate). Anche le lingue nguni della famiglia delle lingue bantu meridionali, compresi il phuthi, lo xhosa, lo zulu, il ndebele e lo swati, hanno la sonorizzazione aspirata contrastiva. Nel caso dello xhosa, c'è un contrasto a quattro vie analogo all'indico nei clic orali, e similmente un contrasto a due vie tra clic nasali, ma un contrasto a tre vie fra plosive e affricate (sonore aspirate, aspirate ed eiettive) e contrasti a due vie tra fricative (sorde e sonore aspirate) e nasali (sonore e sonore aspirate).
In alcune lingue bantu, storicamente le occlusive sonore aspirate sono state foneticamente desonorizzate, ma il contrasto a quattro vie nel sistema è stato mantenuto. In tutte e cinque le lingue bantu sudorientali nominate, le occlusive sonore aspirate (anche se sono realizzate foneticamente come aspirate desonorizzate) hanno un marcato effetto di abbassamento tonale (o depressione tonale) sulle vocali tautosillabiche seguenti. Per questa ragione, tali consonanti occlusive sono chiamate frequentemente nella letteratura linguistica locale occlusive "depressive".
Lo swati, e ancora di più il phuthi, mostra in modo evidente che la sonorizzazione aspirata può essere usata come proprietà morfologica indipendente da qualsiasi valore di sonorizzazione consonantica. Per esempio, in entrambe le lingue, il meccanismo morfologico normale per ottenere la copula morfosintattica è semplicemente di eseguire la sillaba prefissa al sostantivo come sonora aspirata (o "depressa").
In portoghese, le vocali dopo la sillaba accentata possono essere pronunciate con la sonorizzazione aspirata.
Il gujarati ha un comportamento insolito per quanto riguarda il contrasto fra vocali e consonanti sonore aspirate: /baɾ/ "dodici", /ba̤ɾ/ "fuori", /bʱaɾ/ "fardello".
Il tsumkwe ju'hoan fa le seguenti, particolari distinzioni: /nǂʱao/ "cadere, atterrare (di un uccello, ecc.)"; /nǂʱao̤/ "camminare"; /nǂʱaˁo/ "specie erbacea"; e /n|ʱoaᵑ/ "persona avida"; /n|oaʱᵑ/ "gatto".
Le occlusive sonore aspirate in punjabi persero la loro sonorizzazione aspirata, fondendosi con le occlusive sorde e sonore in varie posizioni, e nelle sillabe che in precedenza avevano questi suoni si sviluppò un sistema di toni alti e bassi.
La sonorizzazione aspirata si può osservare anche al posto della coda debuccalizzata /s/ in alcuni dialetti dello spagnolo colloquiale, ad es. [ˈt̪o̞ðo̞ʱ lo̞ʰ ˈθːiʱnːe̞ʰ ˈsõ̞ⁿ ˈblãŋko̞ʰ] per todos los cisnes son blancos.